# Відкритий чемпіонат Австралії з тенісу 2006
Відкритий чемпіонат Австралії з тенісу 2006 — тенісний турнір, що проходив між 16 січня та 29 січня 2006 року на кортах Мельбурн-Парку в Мельбурні, Австралія. Це — 94-ий чемпіонат Австралії з тенісу і перший турнір Великого шолома в 2006 році. Турнір входив до програм ATP та WTA турів.

## Події
Марат Сафін не захищав титул через травму. Не грали також травмовані Андре Агассі та Рафаель Надаль. Виграв змагання в чоловічому одиночному розряді Роджер Федерер. У фіналі він переміг Маркоса Багдатіса, першого кіпріота, що зумів добратися до фіналу Великого шолома. Для Федерера ця перемога стала другою в Австралії. 
Серена Вільямс не зуміла захистити титул чемпіонки в жіночому одиночному розряді. Вона поступилася в третьому колі Даніелі Гантуховій зі Словаччини. Фінал несподівано виграла Амелі Моресмо, для якої ця перемога стала першою в турнірах Великого шолома. Її супротивниця в фіналі, Жустін Енен-Арденн, вважалася фавориткою, але програла перший сет майже без боротьби, а в другому припинила гру. Було оголошено, що вона стадала на кишковий вірус. 
Переможці парного турніру в жінок Янь Цзи та Чжен Цзє стали першими китаянками, яким підкорився титул Великого шолома. 
Мартіна Хінгіс разом із Магешом Бгупаті виграли мікст. Це був перший титул Великого шолома Мартіни після повернення в теніс.

## Результати фінальних матчів

### Дорослі
| Одиночний розряд. Чоловіки   |                               |                         |
| Роджер Федерер               | Маркос Багдатіс               | 5–7, 7–5, 6–0, 6–2      |
|                              |                               |                         |
| Одиночний розряд. Жінки      |                               |                         |
| Амелі Моресмо                | Жустін Енен                   | 6–1, 2–0, припинила гру |
|                              |                               |                         |
| Парний розряд. Чоловіки      |                               |                         |
| Боб Браян Майк Браян         | Мартін Дамм Леандер Паес      | 4–6, 6–3, 6–4           |
|                              |                               |                         |
| Парний розряд. Жінки         |                               |                         |
| Янь Цзи Чжен Цзє             | Саманта Стосур Ліза Реймонд   | 2–6, 7–6(7), 6–3        |
|                              |                               |                         |
| Мікст                        |                               |                         |
| Мартіна Хінгіс Магеш Бгупаті | Олена Лиховцева Деніел Нестор | 6–3, 6–3                |
|                              |                               |                         |

### Юніори
| Одиночний розряд. Хлопці            |                              |               |
| Олександр Сидоренко                 | Нік Лінда                    | 6–3, 7–6(4)   |
|                                     |                              |               |
| Одиночний розряд. Дівчата           |                              |               |
| Анастасія Павлюченкова              | Каролін Возняцкі             | 1–6, 6–2, 6–3 |
|                                     |                              |               |
| Парний розряд. Хлопці               |                              |               |
| Блаже Конюш Гжегож Панфіль          | Келлен Даміко Натаніел Шнагг | 7–6(5), 6–3   |
|                                     |                              |               |
| Парний розряд. Дівчата              |                              |               |
| Шерон Фічман Анастасія Павлюченкова | Алізе Корне Корінна Дентоні  | 6–2, 6–2      |
|                                     |                              |               |